# 33004 Даянсіпієра
33004 Даянсіпієра (33004 Dianesipiera) — астероїд головного поясу, відкритий 2 березня 1997 року.
Тіссеранів параметр щодо Юпітера — 3,180.